# Kerstin Hoffmann
Kerstin Hoffmann (* 4. November 1976) ist eine ehemalige deutsche Fußballspielerin und -trainerin.

## Spielerkarriere
Hoffmann begann im Alter von 13 Jahren in der Jugendabteilung des 1. FC Nürnberg mit dem Fußballspielen und rückte im weiteren Verlauf in die Erste Mannschaft auf, für die sie in der seinerzeit zweitklassigen Oberliga Bayern Punktspiele bestritt. Am Saisonende 1998/99 gelang die Bayernmeisterschaft und der damit verbundene erstmalige Aufstieg in die Bundesliga. Ihr Debüt in der höchsten Spielklasse gab sie am 29. August 1999 (1. Spieltag) bei der 0:3-Niederlage im Heimspiel gegen den TuS Niederkirchen. Am 12. Dezember 1999 (13. Spieltag) und am 21. Mai 2000 (22. Spieltag) gelang ihr beim 1:1-Unentschieden im Heimspiel gegen Grün-Weiß Brauweiler und beim 2:1-Sieg im Heimspiel gegen den 1. FFC Turbine Potsdam jeweils ein Tor. Mit dem Abstieg ihrer Mannschaft nach nur einer Saison, kam sie in der erstmals mit Saisonbeginn 2000/01 eingerichteten und zweitklassigen Regionalliga Süd zum Einsatz.
Von 2001 bis 2006 gehörte sie der Ersten Mannschaft des FC Bayern München an, für die sie jedoch erst in der Folgesaison ihre ersten neun von insgesamt 39 Bundesligaspiele bestritt.
Von 2006 bis 2012 war sie das zweite Mal Spielerin des 1. FC Nürnberg und bestritt ihre ersten zwei Saisons in der fünftklassigen Landesliga Bayern, danach eine Saison in der viertklassigen Bayernliga. Am Saisonende 2008/09 stieg sie mit ihrem Verein in die Regionalliga Süd auf und am Ende der Folgesaison ab. Nach einer weiteren Saison in der Bayernliga beendete sie ihre Spielerkarriere.

### Erfolge
- Meister Bayernliga 2009 und Aufstieg in die Regionalliga Süd
- Meister Oberliga Bayern 1999 und Aufstieg in die Bundesliga

## Trainerkarriere
Von 1998 bis 2002 war sie als Trainerin für die Mannschaften der Altersklassen U17 und U15 sowie von 2002 bis 2016 im Nachwuchsleistungszentrum für die Altersklassen U10, U11 und U12 tätig.
Ferner war sie in den Projekten „Fußballfans im Training“ (FFIT) im Rahmen der CSR-Initiative NÜRNBERG GEWINNT und LitCam – „Fußball trifft Kultur“ als CSR-Trainerin engagiert.